# Змора, Моше
Моше Змора (ивр. משה זמורה‎, нем. Moses Smoira — Мозес Змойра; 25 октября 1888, Кёнигсберг, Пруссия (ныне Калининград, Россия) — 8 октября 1961, Иерусалим, Израиль) — первый Председатель Верховного суда Израиля (в период с 1948 по 1954 год).

## Биография

### Ранние годы
Моше Змора родился 25 октября 1888 года в Кёнигсберге, Пруссия, в семье выходцев из Российской империи Лейзера (Элиэзера) и Перл (Пнины) Змойра. Элиэзер Змора занимался торговлей и был приверженцем хасидизма. Пнина Змора была дочерью Аврума-Нусна Таращанского, уроженца города Белая Церковь, филолога и исследователя еврейской религиозной литературы.
Змора окончил учёбу в Кнайпхофской гимназии в Кёнигсберге. В юности также выучил иврит с помощью ассоциации «Иврия» под руководством Ицхака Вилькански (Волкани).
Затем изучал юриспруденцию в Кёнигсбергском университете, где в 1911 году получил степень доктора юриспруденции, защитив диссертацию на тему «Ответственность добросовестного кредитора, обратившего взыскание на недвижимое имущество, не принадлежащее должнику» под руководством профессора Фридриха (Фрица) Литтена.
Проходил практику в Каммергерихте, верховном суде Пруссии.
В 1912 году был призван в артиллерийские войска германской армии. В начале Первой мировой войны был ранен в бою на российском фронте и вследствие этого переведён на службу в тыле.
После войны изучал юриспруденцию в Мюнхенском университете и Берлинском университете имени Гумбольдта, а также семитологию в университетах в Гейдельберге, Гисене и Франкфурте, где его учителями были профессора Пауль Кале, Карл Бецольд и Йозеф Хоровиц.
С 1915 по 1918 год работал юридическим ассистентом в Берлине. В 1919 году, по предложению председателя Всемирной сионистской организации в Германии Феликса Розенблюта (Пинхаса Розена), основал в Берлине первую школу, преподавание в которой велось на иврите, и стал её директором.
В 1920 году прошёл экзамены на получение титула правового асессора (нем. Gerichtsassessor) и работал в адвокатской конторе Вильгельма Левенфельда, где, однако, не стал вставать на учёт в качестве адвоката, предпочитая заниматься теоретическими аспектами права.
В ноябре 1922 года, вскоре после убийства министра иностранных дел Германии еврейского происхождения Вальтера Ратенау, репатриировался вместе с женой в Палестину, заявив своему работодателю, адвокату Левенфельду, что он не видит будущего для евреев в Германии.

### После приезда в Палестину
По приезде в Палестину Змора поселился в Иерусалиме, где он устроился на должность «финансового секретаря» (по сути, сборщика долгов) «Гистадрута» с месячным жалованием в 6 фунтов.
В ту пору познания Зморы о праве подмандатной Палестины, особенно в сфере всё ещё применимого в ней права Османской империи, были ограничены. Когда он приступил к экзамену на получение адвокатской лицензии спустя лишь шесть недель после приезда, он понял бессмысленность идеи пройти экзамен на этом этапе, прекратив отвечать на вопросы после заполнения четырёх из семи разделов опросника, однако ответы Зморы в разделе о гражданском процессуальном праве, в ту пору находившемся под влиянием французского права, входящего в романско-германскую правовую семью, поразили своим высоким профессиональным уровнем профессора Фредерика Годби, который предложил Зморе должность преподавателя в Школе юриспруденции правительства британского мандата в Иерусалиме под руководством Годби. В 1923 году Змора начал преподавать гражданское процессуальное право и торговое право в Школе юриспруденции. Продолжал преподавание до 1948 года.
Зморе был предложен также пост директора Еврейской гимназии в Иерусалиме, однако он отверг данное предложение.
В 1924 году Змора прошёл экзамен на право занятия адвокатской деятельностью и начал работать юридическом советником «Гистадрута». В этой должности, помимо прочего, убедил правительство британского мандата позволить регистрацию кибуцев в качестве юридических лиц и выбрать для кибуцев с этой целью организационно-правовую форму кооператива.
Также представлял интересы германского консульства: помимо прочего, Змора победил судебную тяжбу с правительством британского мандата, вынудив его произвести ремонт в комплексе «Августа Виктория» на Елеонской горе в Иерусалиме, построенном императором Германии Вильгельмом II, после землетрясения в 1927 году.
Совместно с партнёрами Феликсом Розенблютом (Пинхасом Розеном) — в будущем первым министром юстиции Государства Израиль, Хаимом Корнгольдом и Исраэлем Бар-Широй учредил адвокатскую контору «Змора, Розенблют, Корнгольд и Бар-Шира» с офисом в «Доме Хисина» по адресу бульвар Ротшильда, д. 14, в Тель-Авиве.
Также Змора был секретарём Верховного суда «Гистадрута» и вместе с Давидом Бен-Гурионом и Давидом Ремезом сформулировал членский устав «Гистадрута».
Был также юридическим советником организации «Хеврат ха-овдим», принадлежавшей «Гистадруту» и координировавшей от его имени его экономическую деятельность. В число клиентов конторы входили также Еврейское агентство, Еврейский национальный фонд, «Керен ха-Йесод» и другие организации; во многих случаях Змора заложил основы определения организационно-правовой формы, структуры и правовых принципов деятельности организаций, которым предоставлял юридическую консультацию, а также ответвлений данных организаций.
Также в 1931 году был избран председателем Объединения еврейских адвокатов в Палестине, исполнял эту должность до 1940 года. В этой должности, помимо прочего, выступал в 1936 году перед «Комиссией Пиля» — британской комиссией по расследованию причин Большого арабского восстания.
С 1931 года был членом правительственной комиссии по трудовому праву, учреждённой властями британского мандата, во многом благодаря его усилиям была проведена законодательная реформа в области компенсационных выплат работникам. С 1933 года был членом правительственного совета юстиции. Также входил в состав Ассоциации поддержки Палестинского филармонического оркестра.
Также Змора был избран судьёй внутреннего суда Всемирного сионистского конгресса, а в 1937 году стал председателем суда чести Всемирной сионистской организации.
Посвящая около половины своего рабочего времени общественной деятельности, Змора не оставлял и адвокатскую деятельность: так, в 1942 году он одержал победу в судебном процессе о защите прав арендаторов, убедив суд, что не каждая задержка в выплате арендной платы может служить основанием для расторжения договора аренды и выселения арендатора.
Во время Второй мировой войны вёл активную общественную деятельность по сбору средств и оказанию помощи репатриантам из Европы.
В январе 1948 года вошёл в состав профессиональной комиссии, назначенной Еврейским университетом в Иерусалиме для проверки вопроса включения юриспруденции в перечень изучаемых в университете дисциплин; на основании рекомендаций комиссии в университете был учреждён первый в истории Израиля факультет юриспруденции.
Накануне провозглашения независимости Государства Израиль в 1948 году, будучи членом партии «МАПАЙ», возглавлял по назначению Давида Бен-Гуриона комиссию по правовым вопросам, связанным с вопросом провозглашения независимости.
Змора был также пианистом и принимал участие в концертах, а в его квартире в Иерусалиме часто проводились вечера с участием деятелей культуры и искусства.

### Период судебной практики
23 июля 1948 года Змора был назначен временным советом правительства вновь созданного Государства Израиль Председателем (Президентом) Верховного суда Израиля. Назначению Зморы на пост значительно поспособствовал министр юстиции Пинхас Розен, недавний партнёр Зморы по адвокатской конторе.
Змора настоял на том, чтобы здание Верховного суда было размещено в Иерусалиме, а не на горе Кармель, как изначально желал Давид Бен-Гурион. Верховный суд был открыт в здании на Русском подворье в Иерусалиме (ныне здание Иерусалимского мирового суда) на праздничной церемонии, состоявшейся 14 сентября 1948 года.
За время исполнения должности Змора выпустил 71 постановление и 17 решений суда.
Змора стоял у истоков формирования правовой системы Государства Израиль. Среди его наиболее известных постановлений решение о правовом статусе Декларации независимости Израиля, определение конституционных принципов взаимодействия законодательной и судебной ветвей власти, определение основополагающих принципов израильского уголовно-процессуального права, установление границ доктрины «пригодности спора для разрешения в судебном порядке», толкование принципов международного частного права.
Змора разрешил и один из центральных вопросов, вставших перед Верховным судом нового государства: взаимодействие между нормативными актами Государства Израиль и нормами права догосударственного периода, в первую очередь законодательства периода Британского мандата в Палестине и постановлениями Верховного суда того периода. Во избежание создания правового вакуума Змора установил строгие принципы, лишь в крайних случаях позволяющие утверждать о недействительности нормативных актов догосударственного периода, при этом позволяя внесение нового толкования права, отходящего от судебных прецедентов судов того периода.
Следуя в целом полученному в наследство из системы английского права принципу судебного прецедента, Змора также определил один из основополагающих критериев судебного усмотрения применительно к данному принципу: при всей важности обеспечения нормативной определённости и стабильности, залогом которой является судебный прецедент, стремление судьи к истине должно преобладать над стремлением соблюсти установленный прецедент при достижении вывода об ошибочности последнего. Образно отсылая к названию благословения «Эмет ве-яцив» («Истинный и незыблемый») из молитвы «Шахарит», Змора выразил эту мысль в одном из своих постановлений часто цитируемой с тех пор фразой: «Истинный и незыблeмый — истинный предпочтителен» (ивр. אמת ויציב — אמת עדיף‎).
В своих постановлениях Змора заботился и о чистоте и правильности языка постановлений, наставляя и других судей подавать личный пример в развитии юридической терминологии иврита и в строгом соблюдении языковых норм. Также, будучи знатоком еврейских религиозных книг, Змора часто приводил в своих постановлениях цитаты из данной литературы, при этом, однако, не позволяя принципам религиозного права занять главенствующую роль в правовом толковании.
Вследствие учреждения Верховного суда нового еврейского государства Зморе пришлось заниматься и начавшимся потоком обращений к нему со стороны представителей христианского духовенства со всего мира с просьбой провести пересмотр результатов судебного процесса Синедриона над Иисусом Христом: Змора передал обращения в Министерство юстиции с просьбой отклонить обращения в вежливой форме, сославшись на отсутствие у суда полномочий на проведение подобного пересмотра.
Одновременно с исполнением судейской должности входил в состав управляющего комитета Еврейского университета в Иерусалиме и до своей кончины был почётным заместителем председателя совета попечителей университета.

### После выхода в отставку
1 августа 1954 года Змора вышел в отставку по состоянию здоровья, после того как пережил тяжёлый инсульт.
В последние годы жизни ввиду перенесённого инсульта Змора затруднялся ходить и говорить.
Скончался в Иерусалиме 8 октября 1961 года. Похоронен на кладбище «Санхедрия» в Иерусалиме.
Именем Зморы названы улицы на Русском подворье в Иерусалиме, в районе «Кохав-ха-Ям» Нетании и в районе «Вав» Беэр-Шевы. В 1989 году была выпущена марка в память о Моше Зморе.

### Семья
В 1914 году Змора женился на Эстер (Эмме) Гурвиц (4 апреля 1890, город Мир (ныне Беларусь) — 21 сентября 1951), дочери сионистского деятеля Михаэля Гурвица, владельца лесных угодий около Минска. Жена Зморы, Эстер, выросла в Минске, но вследствие её участия в революционной деятельности во время Первой русской революции и во избежание ареста была послана в возрасте 16 лет на учёбу в Франкфурте-на-Майне; затем Эстер переехала в Кёнигсберг, где к ней присоединилась вся её семья.
У Моше Зморы и его жены родились две дочери: Михаль (в замужестве: Михаль Змора-Коэн, выдающийся израильский музыковед, 13 февраля 1926 — 19 января 2015) и Ада (в замужестве: Ада Мейрав; 7 сентября 1932 — 23 апреля 2017).
Жена Зморы, Эстер, также занималась общественной деятельностью и с 1933 по 1947 год была первой председательницей палестинского отделения Международной женской сионистской организации ВИЦО.

## Публикации
- Smoira M. Ответственность добросовестного кредитора, обратившего взыскание на недвижимое имущество, не принадлежащее должнику = Die Haftung des redlichen Gläubigers nach beendigter Zwangsvollstreckung in bewegliche, dem Schuldner nicht gehörige Sachen (нем.) — Merseburg: Druck von F. Stollberg, 1911. — 129 S.
- ד"ר משה זמורה נאום בטקס פתיחת הפקולטה למשפטים של האוניברסיטה בירושלים ביום ז' כלסו תש"י — 28.11.49 הפרקליט ז (אייר התש"י) 251 (Доктор Моше Змора, «Речь на церемонии открытия факультета юриспруденции Иерусалимского университета — 28.11.49», «Ха-Праклит» № 7 (май 1950) 251) (иврит)